# Oscar Blando
Oscar Blando (Roma, 7 febbraio 1924 – Capri, 16 aprile 1994) è stato un attore italiano.

## Biografia
Oscar Blando ha lavorato nel periodo del neorealismo italiano. Ha recitato nel ruolo di Ciro nel film di Renato Castellani Sotto il sole di Roma (1948), nel ruolo di Ciro nel film Vent'anni (1949) diretto da Giorgio Bianchi, nel ruolo di Elio nel film Agenzia matrimoniale (1952) diretto da Giorgio Pàstina, in Stazione Termini (1953) di Vittorio De Sica nel ruolo del secondo ferroviere, nel Il barcaiolo di Amalfi (1954) di Mino Roli, nel ruolo del Gratta in Gli innamorati (1955) di Mauro Bolognini, nel ruolo di Nino del film Guardia, guardia scelta, brigadiere e maresciallo (1956) di Mauro Bolognini.
È nonno paterno dell'attore Daniele Blando, comparso nel film Non ci resta che il crimine di Massimiliano Bruno.

## Filmografia
- Sotto il sole di Roma, regia di Renato Castellani (1948)
- Vent'anni, regia di Giorgio Bianchi (1949)
- Agenzia matrimoniale, regia di Giorgio Pàstina (1952)
- Stazione Termini, regia di Vittorio De Sica (1953)
- Il barcaiolo di Amalfi, regia di Mino Roli (1954)
- Gli innamorati, regia di Mauro Bolognini (1955)
- Guardia, guardia scelta, brigadiere e maresciallo, regia di Mauro Bolognini (1956)